# Allan Michaelsen
Allan Richard Michaelsen (ur. 2 listopada 1947 w Kopenhadze, zm. 2 marca 2016) – duński piłkarz występujący na pozycji pomocnika. Trener piłkarski. Ojciec innego piłkarza, Jana Michaelsena.

## Kariera klubowa
Michaelsen karierę rozpoczynał w sezonie 1966 w pierwszoligowym zespole B1903. W sezonie 1967 spadł z nim do drugiej ligi, ale w kolejnym awansował z powrotem do pierwszej. W 1969 roku został uznany duńskim piłkarzem roku. Pod koniec tego samego roku został graczem francuskiego FC Nantes. W Division 1 zadebiutował 21 grudnia 1969 w przegranym 0:2 meczu z FC Rouen. W sezonie 1970/1971 wraz z zespołem zajął 3. miejsce w lidze. Przez trzy sezony w barwach Nantes rozegrał 44 spotkania i zdobył 3 bramki.
W 1972 roku Michaelsen przeszedł do niemieckiego Eintrachtu Brunszwik. W Bundeslidze zadebiutował 16 września 1972 w przegranym 0:2 pojedynku z VfL Bochum. W sezonie 1972/1973 wraz z Eintrachtem zajął 17. miejsce w Bundeslidze i spadł do Regionalligi. Barwy Eintrachtu reprezentował tam przez jeden sezon.
W 1974 roku Michaelsen odszedł do szwajcarskiego drugoligowca, FC Chiasso. W sezonie 1977/1978 awansował z nim do pierwszej ligi. W 1979 roku wrócił do Danii, gdzie został graczem trzecioligowego Svendborga. W 1981 roku zakończył karierę.

## Kariera reprezentacyjna
W reprezentacji Danii Michaelsen zadebiutował 15 czerwca 1969 w wygranym 3:2 meczu eliminacji Mistrzostw Świata 1970 z Węgrami. 1 lipca 1969 w wygranym 6:0 towarzyskim pojedynku z Bermudami strzelił swojego jedynego gola w kadrze. W latach 1969–1972 w drużynie narodowej rozegrał 8 spotkań.